# Branchiostoma platae
Branchiostoma platae är en ryggsträngsdjursart som beskrevs av Carl Leavitt Hubbs 1922. Branchiostoma platae ingår i släktet Branchiostoma och familjen lansettfiskar. Inga underarter finns listade.